# Taxicera truncata
Taxicera truncata – gatunek chrząszcza z rodziny kusakowatych i podrodziny rydzenic.

## Taksonomia
Gatunek ten opisany został po raz pierwszy w 1875 roku przez Eduarda Eppelsheima pod nazwą Homalota truncata.

## Morfologia
Chrząszcz o wydłużonym, grzbietobrzusznie spłaszczonym ciele długości od 2,1 do 2,5 mm. Ubarwienie ma ciemnobrązowe do czarnego z jasnobrązowymi odnóżami. Grzbietowa strona ciała jest wyraźnie szagrynowana, niezbyt gęsto punktowana, skąpo owłosiona. Na głowie, przedpleczu i pokrywach występuje tłusty połysk. Stosunkowo długie i cienkie czułki sięgają po rozprostowaniu za tylną krawędź przedplecza; człony w ich środkowej części są półtorakrotnie szersze niż dłuższe, a człon wierzchołkowy jest dwukrotnie dłuższy niż szeroki. Większość włosków na przedpleczu i pokrywach ustawiona jest poprzecznie.

## Ekologia i występowanie
Owad głównie górski. Bytuje wśród mchów, w kępach traw oraz pod napływkami.
Gatunek palearktyczny, znany z Francji, Belgii, Niemiec, Szwajcarii, Austrii, Włoch, Polski, Czech, Słowacji i Ukrainy. Z Polski podawany tylko z dwóch stanowisk w Beskidach.